# Menopur
Menopur é uma medicação hormonal do grupo das menotropinas, a gonadotropina menopáusica humana (HMG), obtida da urina das mulheres na menopausa e usada no tratamento de problemas de infertilidade.

## Descrição e uso
As mulheres na pós-menopausa apresentam um estado hipergonadotrópico, ou seja, têm níveis elevados dos hormônios folículo-estimulante (FSH) e luteinizante (LH) no sangue. Esses dois hormônios podem estar presentes, juntamente com outros hormônios como a gonadotropina coriônica humana (hCG) e algumas substâncias proteicas, na urina dessas mulheres
Em 1949, Piero Donini encontrou um método relativamente simples para extrair as gonadotropinas da urina e, em 1961, Bruno Lunenfeld as introduziu com sucesso no uso clínico.
As preparações com derivados urinários humanos estão expostas ao risco teórico de transmissão de infecções presentes nas doadoras de urina. Entretanto, o fracasso na tentativa de se demonstrar a infectividade após a inoculação intracerebral de urina de indivíduos infectados com a encefalopatia espongiforme transmissível (EET) sugere que o risco associado aos produtos derivados da urina é meramente teórico. 
As gonadotropinas recombinantes (FSHr e LHr) são usadas com frequência nos tratamentos da fertilidade pois, em teoria, o processo recombinante permite a produção de FSH ou LH “não contaminados” por outras proteínas que podem estar presentes após a extração urinária. Contudo, existem estudos que assinalam uma maior taxa de gravidez quando se compara a gonadotropina menopáusica humana altamente purificada (HMG-hP) ao FSHr, em pacientes submetidas à fertilização in vitro.
Por outro lado, uma análise da Colaboração Cochrane revelou diferenças importantes nos resultados clínicos ao comparar a HMG-hP ao FSHr. 
O Comitê de Prática da Sociedade Americana de Medicina Reprodutiva informou8 que, “em comparação com os extratos de origem animal anteriores, os produtos modernos de gonadotropinas urinárias e recombinantes altamente purificadas possuem qualidade, atividade específica e rendimento claramente superiores. Não há diferenças confirmadas na segurança, pureza ou eficácia clínica entre os diferentes produtos de gonadotropinas urinárias ou recombinantes disponíveis”. O Menopur é uma menotropina altamente purificada (gonadotropina menopáusica humana, HMG-hP), com atividade do hormônio folículo-estimulante (FSH) e do hormônio luteinizante (LH). A gonadotropina coriônica humana (hCG), um hormônio presente de forma natural na urina de mulheres na menopausa, é o principal fator contribuinte para a atividade LH desse medicamento. 

## Indicações
Tratamento da infertilidade nas seguintes situações:
- Em mulheres com insuficiência ovariana hipo ou normogonadotrópica, para estimulação do crescimento folicular.
- Na indução da ovulação, seguida ou não de inseminação artificial (IA) para mulheres com anovulação, inclusive na síndrome do ovário policístico (SOP), ou em mulheres que não responderam ao tratamento com citrato de clomifeno.
- Em técnicas de reprodução assistida (TRA), como a fecundação in vitro com transferência embrionária (FIV/TE), a transferência intratubária de gametas (GIFT) e a injeção intracitoplasmática de espermatozoides (ICSI).
- Nas mulheres submetidas a hiperestimulação ovariana controlada para induzir o desenvolvimento de folículos múltiplos.
- Em homens com hipogonadismo hipo ou normogonadotrópico, em combinação com hCG, para estimular a espermatogênese.

## Composição qualitativa e quantitativa
Menopur 75 UI: Cada frasco de pó contém menotropina equivalente a 75 UI de atividade FSH e 75 UI de atividade LH.
Menopur 600 UI: Cada frasco de pó contém menotropina equivalente a 600 UI de atividade FSH e 600 UI de atividade LH.
Menopur 1.200 UI: Cada frasco de pó contém menotropina equivalente a 1.200 UI de atividade FSH e 1.200 UI de atividade LH.

## Modo de administração
Menopur é administrado por via subcutânea (SC) ou intramuscular (IM) após a reconstituição com o diluente fornecido. A posologia é idêntica para as administrações SC e IM.

## Propriedades farmacocinéticas
O perfil farmacocinético do FSH contido no Menopur foi documentado após sete dias de doses repetidas de 150 UI de Menopur em mulheres voluntárias sadias com supressão hipofisária; as concentrações plasmáticas máximas de FSH foram 8,9 ± 3,5 UI/l e 8,5 ± 3,2 UI/l após as administrações SC e IM, respectivamente. As concentrações máximas de FSH é atingida sete horas após a injeção subcutânea ou intramuscular. Após administrações repetidas, a meia-vida de eliminação do FSH foi de 30 ± 11 horas com a administração SC e 27 ± 9 horas com a administração IM. A menotropina é eliminada principalmente por via renal. A farmacocinética do Menopur em pacientes com insuficiência renal ou hepática ainda não foi investigada.